# Wojciech Peltz
Wojciech Peltz (ur. 1945 w Małopolsce, zm. 27 lutego 2002 w Zielonej Górze) – polski historyk, specjalizujący się historii średniowiecznej Polski i Rusi; nauczyciel akademicki związany z zielonogórskimi uczelniami.

## Życiorys
Urodził się w 1945 roku na terenie Małopolski, gdzie podczas II wojny światowej przebywali jego rodzice, pochodzący z Wielkopolski. Dzieciństwo i młodość spędził w Kościanie. Po ukończeniu szkoły podstawowej, a następnie średniej podjął studia na kierunku historia na Uniwersytecie im. Adama Mickiewicza w Poznaniu. Tytuł zawodowy magistra uzyskał w 1970 roku, będąc uczniem prof. Henryka Łowmiańskiego.
W latach 70. XX wieku osiedlił się w Zielonej Górze, gdzie podjął pracę w Wyższej Szkole Pedagogicznej. W tym samym czasie uzyskał stopień naukowy doktora nauk humanistycznych w zakresie historii na podstawie pracy pt. Problem narodu w rosyjskiej myśli społecznej okresu Oświecenia. Z kolei w 1995 roku Rada Wydziału Historycznego Uniwersytetu im. Adama Mickiewicza w Poznaniu nadała mu stopień naukowy doktora habilitowanego nauk humanistycznych w zakresie historii o specjalności historia średniowiecza na podstawie rozprawy nt. Suwerenność państwa w praktyce i doktrynie politycznej Rusi Moskiewskiej (XIV-XVI w.). Rok później został mianowany profesorem nadzwyczajnym w Wyższej Szkole Pedagogicznej im. Tadeusza Kotarbińskiego Zielonej Górze. W 1996 i ponownie w 1999 roku został wybrany na stanowisko dziekana Wydziału Humanistycznego Uniwersytetu Zielonogórskiego (uczelnia powstał w ramach fuzji WSP z Politechniką Zielonogórską. Zmarł nagle 27 lutego 2002 roku w Zielonej Górze

## Dorobek naukowy
Jego zainteresowania naukowe związane są z historią średniowieczna Polski i Rusi. Za swoją działalność naukową otrzymał liczne nagrody, w tym nagrodę Ministra Edukacji Narodowej. Do jego najważniejszych prac należą:
- Suwerenność państwa w praktyce i doktrynie politycznej Rusi Moskiewskiej : (XIV-XVI w.), Zielona Góra 1994.
- Etos rycerski w Europie Środkowej i Wschodniej od X do XV wieku, Zielona Góra 1997.
- Rycerstwo Europy Środkowo-Wschodniej wobec idei krucjat, Zielona Góra 2002.